# Gut Berg

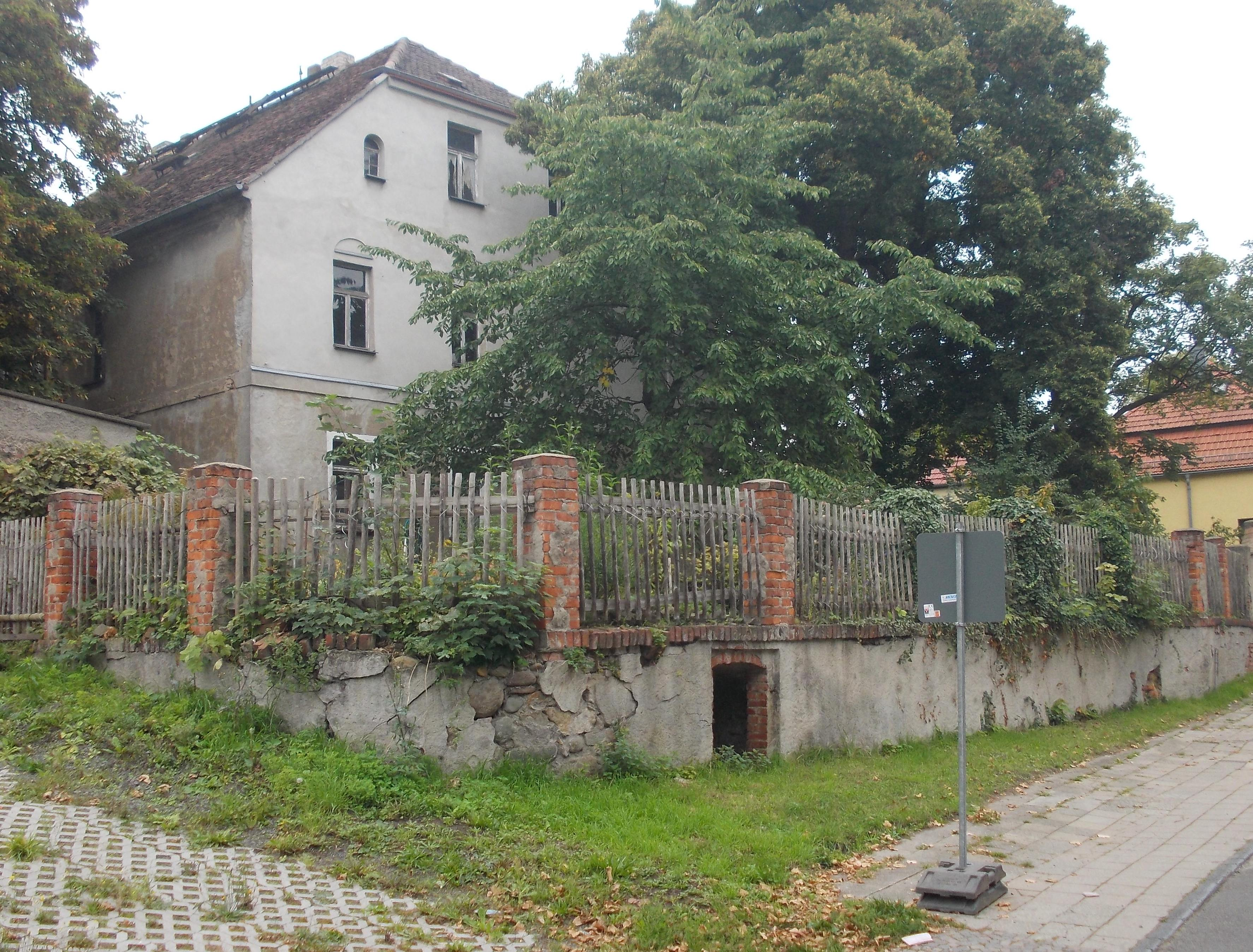
Das Herrenhaus des Gutes Friedrichshöhe („auf dem Berge“) in der Weinbergstraße 8...

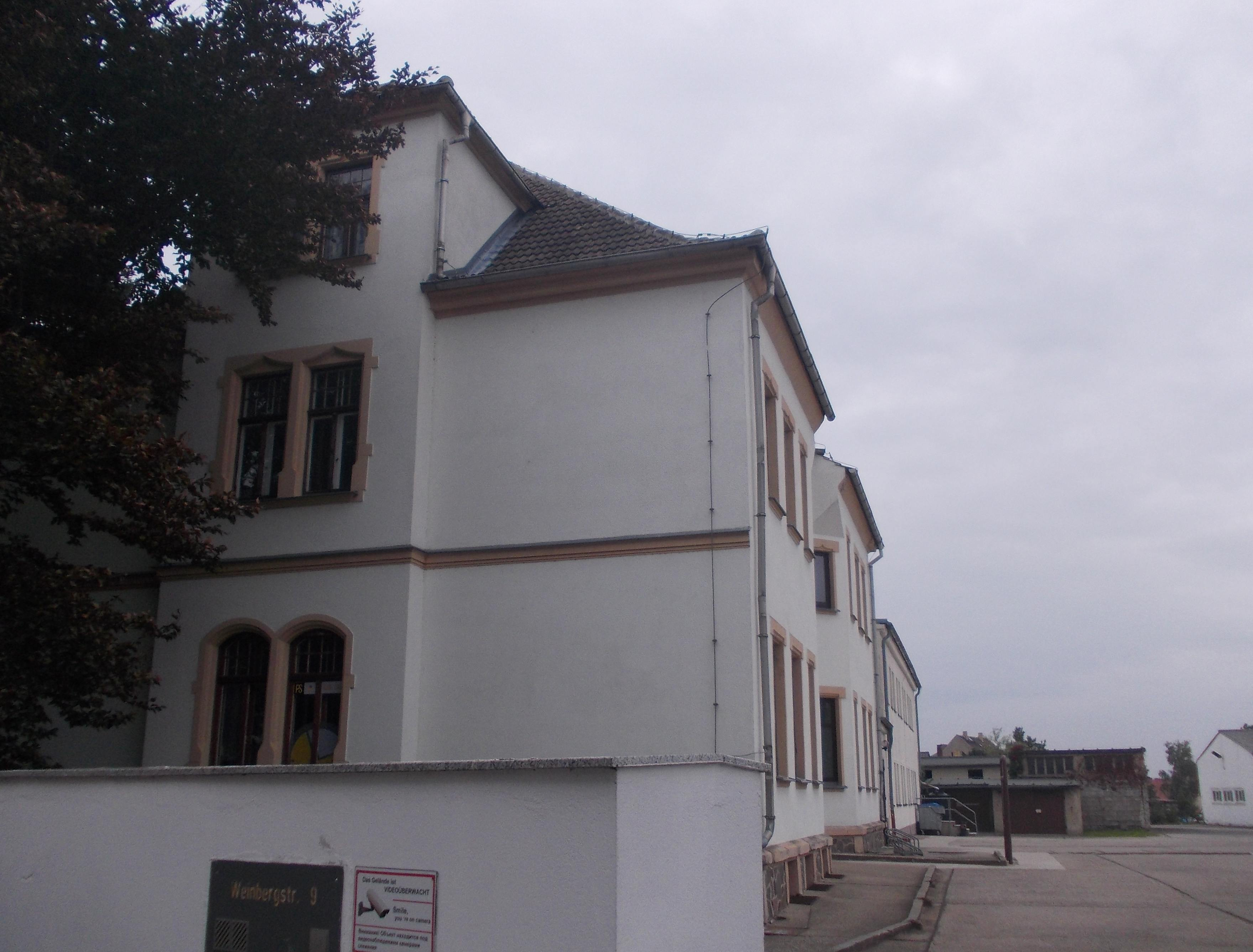
...und das gegenüberliegende Herrenhaus des Gutes Berg („am Steinwege“) in der Weinbergstraße 9

Das Gut Berg vor Eilenburg war ein Vorwerk bei Eilenburg, aus dem später die zwei eigenständigen Rittergüter Berg und Friedrichshöhe hervorgingen. Die beiden erhaltenen Herrenhäuser in der Weinbergstraße 8 und 9 sind eingetragene Kulturdenkmale in der Denkmalliste des Landesamtes für Denkmalpflege Sachsen (Objektnummern 08973303 und 08973318).

## Lage
Die beiden ehemaligen Güter und ihre Herrenhäuser liegen auf dem Hochufer der Mulde in Eilenburg im westlichen Stadtteil Berg. Die ursprünglich vor den Toren der Stadt gelegenen Höfe befinden sich südlich der Marienkirche und der Burg Eilenburg. Nordwestlich von ihnen begann die Bebauung der Vorstadtgemeinde Zscheppelende. Die beiden sich gegenüber liegenden Herrenhäuser sind durch die Weinbergstraße als natürliche Erosionsrinne getrennt und liegen jeweils auf Geländeanhöhen.

## Geschichte
Gut Berg wurde 1395 erstmals als Vorwerk (uff dem Berge lyt eyn furwerg hoff) erwähnt. Es befand sich ursprünglich im Bereich der ehemaligen Burglehn- und Wirtschaftshöfe der Burg Eilenburg. Laut Chronik waren dazu die Anwohner der heutigen Mittel-, Grenz- und Weinbergstraße sowie am Grabenweg abgabepflichtig. Nachdem das Gut 1463 als wüst gefallen erwähnt wurde, ging es 1533 in einem Lehnsakt des Kurfürsten Johann Friedrich I. an Franz von Plaußig. Schon damals bestand Gut Berg aus zwei sich gegenüberliegenden Höfen („Hof auf dem Berge“ und „Hof am Steinwege“). 1556 erhielt der neue Besitzer, Amtsverwalter Georg Winkler, vom Kurfürsten August I. das Recht des Erbgutes, allerdings ohne Obergerichtsbarkeit. 1561 kam der Teil an der heutigen Friedrichshöhe („auf dem Berge“) an den Amtsverwalter Heinrich Schlegel, dessen Mannlehngut 1563 vom Kurfürsten ebenso in einen allodialen Besitz umgewandelt wurde.
Damit bestanden nun zwei eigenständige Rittergüter, die erst 1844 wieder an einen gemeinsamen Besitzer kamen. Die Bezeichnung Gut Berg meinte fortan das Gut „am Steinwege“, welches westlich der heutigen Weinbergstraße lag. Das östlich gelegene Gut hieß weiterhin „auf dem Berge“. Die etwas irreführende Namensgebung wurde 1875 aufgegeben, als der neue Besitzer des Rittergutes „auf dem Berge“, Friedrich von Pentz, dem Anwesen seinen Namen gab. Seither bestand die noch heute gebräuchliche Unterscheidung der Güter in Berg und Friedrichshöhe.
1652 erstach der Junker Hans Bernhard von Wahren auf seinem Rittergut Berg den Quartiermeister Schwalbe aus Krippehna. Von Wahren wurde jedoch begnadigt und die ausgesprochene Geldstrafe von 500 Gulden ging an die Kirchen. Die Güter wechselten in der Folgezeit noch mehrfach den Besitzer. 1844 kamen sie beide wieder in eine Hand. Nachdem seit 1876 über eine Eingemeindung nach Eilenburg verhandelt wurde, verloren die Güter 1894 per „allerhöchste[r] Kabinettsorder“ ihre Selbstständigkeit. 1945 wurden sie schließlich im Zuge der Bodenreform in der Sowjetischen Besatzungszone entschädigungslos enteignet. Das zum Gut gehörenden Land an der Teichstraße (heute Straße der Jugend) wurde ab September 1945 an Neubauern verteilt. Ab 1947 wurde die Neubauernsiedlung errichtet.
Auf dem Wirtschaftshof von Gut Berg wurde danach eine Maschinen-Ausleih-Station (MAS) eingerichtet. Der spätere Kreisbetrieb für Landtechnik (KfL) unterhielt eine Maschinenschlosserei mit zuletzt 30 Angestellten. Nach der Wende 1989 und kurzer Verwaltung durch die Treuhandanstalt erfolgte 1992 der Verkauf an die ehemalige KfL-Betriebsleitung. Seit 2006 befindet sich dort der Handwerkerhof Eilenburg. Das gegenüberliegende Herrenhaus von Gut Friedrichshöhe befindet sich in Privateigentum und dient als Wohnhaus.
1542 zählte der Gutsbezirk zehn besessene Mann, 1747 wurden dort 30 Häusler mit drei Hufen Land erwähnt, ebenso im Jahr 1814, als das Gut Berg mit 30 Häusern am Hintersteinweg und in Wedelwitz erwähnt wurde. Pfarrkirche war stets die Marienkirche.

## Persönlichkeiten
- Christian Ludwig Liscow (1701–1760)

Im Jahr 1745 erwarb der Kriegsrat und Satiriker Christian Ludwig Liscow das Gut „auf dem Berge“, wo er seinen Alterssitz einrichtete und 1760 starb. Er wurde in der nahegelegenen Marienkirche beigesetzt. Das Gut blieb bis 1800 in Familienbesitz.
- Busso Carl Heinrich von Dieskau (1725–1791)

Der anhaltische Hofmarschall wurde 1725 auf dem Gut Berg geboren und war Besitzer des Gutes bis 1785.
- Friedrich August von Dieskau (1732–1792)

Der kaiserlich-königliche Generalmajor war Bruder Bussos und kam 1732 auf Gut Berg zur Welt.
- Karl Eduard von Bülow (1803–1853)

1803 kam auf Gut Berg der Novellendichter Karl Eduard von Bülow zur Welt, dessen Eltern 1799 in den Besitz des Gutes kamen.
- Friedrich Wilhelm Goetze (1856–1924)

Der Maschinenschlosser und Erfinder kam 1856 im Gutsbezirk von Gut Berg zur Welt.

## Grundherrschaft
Die Rittergüter Berg und Friedrichshöhe wechselten vielfach den Besitzer. Unter diesen waren mehrere deutsche Adelsgeschlechter sowie Kommunal- und Staatsbeamte. Von 1561 bis 1844 waren beide Höfe in getrenntem Besitz. 1945 fiel das Land per Zwangsenteignung in Volkseigentum. Die nachfolgende Liste gibt einen Überblick über die Grundherrschaftsverhältnisse, erhebt allerdings keinen Anspruch auf Vollständigkeit.
| Jahr | Besitzer Gut Berg                                               | Besitzer Gut Friedrichshöhe               | Anmerkung                                                      |
| 1533 | Franz von Plaußig                                               | Franz von Plaußig                         | durch Lehnsakt des Kurfürsten Johann Friedrich I.              |
| 1555 | Georg Winkler                                                   | Georg Winkler                             | Amtsverwalter, durch Kauf                                      |
| 1561 |                                                                 | Heinrich Schlegel                         | Amtsverwalter, durch Kauf                                      |
| 1570 | Christoph von Wahren                                            |                                           | Rittergutsbesitzer auf Wedelwitz                               |
| 1602 | Bernhard von Wahren                                             |                                           | nach brüderlicher Erbteilung, Rittergutsbesitzer auf Wedelwitz |
| 1617 |                                                                 | Paul Jenisch                              | Bürgermeister von Eilenburg                                    |
| 1646 |                                                                 | Friedrich Klaubart                        | durch Zwangsversteigerung                                      |
| 1647 |                                                                 | Christian Müller                          | Bürgermeister von Eilenburg                                    |
| 1652 | Hans Bernhard von Wahren                                        |                                           | Junker                                                         |
| 1664 | Cäsar Jobst und Hans Jobst von Breitenbach                      |                                           | durch Zwangsversteigerung                                      |
| 1700 |                                                                 | die beiden Söhne Christian Müllers        |                                                                |
| 1723 | Herren von Dieskau                                              |                                           |                                                                |
| 1745 |                                                                 | Christian Ludwig Liscow                   | Satiriker                                                      |
| 1774 |                                                                 | Charlotte Wilhelmine und Charlotte Liscow | durch Vererbung                                                |
| 1785 | Louise Sabina Christophore von Goerne geb. Freiin von Hohenthal |                                           | Geheimrätin, durch Kauf                                        |
| 1790 | Ernst August Wilke                                              |                                           | Amtshauptmann                                                  |
| 1799 | Christian Gotthard Kessingen                                    |                                           | sächsischer Finanzkommissar                                    |
| 1800 |                                                                 | Christian Sommer                          |                                                                |
| 1804 | Concordia Dorothea von Bülow verw. von Kessingen, geb. Schmalz  |                                           | durch Vererbung                                                |
| 1805 | Johann Christoph Schmalz                                        |                                           |                                                                |
| 1822 |                                                                 | Ernestine Friederike von Pentz            |                                                                |
| 1824 | Friederike Louise Erxleben, geb. Schmalz                        |                                           |                                                                |
| 1844 | Ernestine Friederike von Pentz                                  |                                           |                                                                |
| 1875 | Friedrich Freiherr von Pentz                                    | Friedrich Freiherr von Pentz              |                                                                |
| 1934 | Walter Freiherr von Pentz                                       | Walter Freiherr von Pentz                 | Rechtsritter des Johanniterordens                              |
| 1945 | Zwangsenteignung                                                | Zwangsenteignung                          | Zwangsenteignung                                               |